# Свети Теодор Тирон (Соволяно)
„Свети Теодор Тирон“ е възрожденска българска църква в село Соволяно, община Кюстендил.
Църквата се намира в центъра на село Соволяно, в близост до стадиона. Представлява еднокорабна, едноапсидна постройка, вкопана на три стъпала в земята. Построена е през 1834 г. върху основите на по-стар храм със съдействието на митрополитския наместник в Кюстендил Авксентий Велешки. Църквата е с размери 18 m дължина и 4 m ширина. Впоследствие към църквата е пристроена нова част от западната страна, а недалеч от църквата през 1887 г. е издигната камбанария с диаметър 4 m и височина 13 m. Иконите в църквата са особено колоритни. Рисувани са през 1860 г., и върху тях едва се чете неясен подпис на автора им на гръцки език.>
Църквата празнува на 17 февруари.